# Epidendrum rodrigoi
Epidendrum rodrigoi är en orkidéart som beskrevs av Eric Hágsater. Epidendrum rodrigoi ingår i släktet Epidendrum och familjen orkidéer.
Artens utbredningsområde är Colombia. Inga underarter finns listade i Catalogue of Life.